# Burrenwood

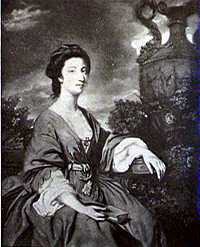
Theodosia Clanwilliam, porträtiert von Joshua Reynolds

Burrenwood ist ein Landhaus und Anwesen in der Nähe von  Castlewellan, County Down, Nordirland. Das Gebäude ist in Kategorie B+ (Grade B+) der Statutory List of Buildings of Special Architectural or Historic Interest gelistet und steht unter Denkmalschutz.

## Geschichte
Das bewaldete und landwirtschaftlich erschlossene Anwesen in Burrenwood wurde Theodosia Hawkins-Magill (* 5. September 1743; † 2 März 1817), Tochter des Robert Hawkins-Magill und spätere Countess of Clanwilliam, als landwirtschaftliche Domäne verliehen. Das Landhaus ist eine halbkreisförmig angelegte Villa und wurde im späten 18. Jahrhundert in der Nähe von Castlewellan erbaut.
Burrenwood ist von der Anlage her vergleichbar mit dem Swiss cottage in Cahir (Grafschaft Tipperary, Republik Irland), dem Derrymore House in Bessbrook bei Newry (Grafschaft Armagh, Nordirland) sowie mit dem Petit hameau de la Reine in Versailles. Alle diese Gebäude wurden inspiriert von dem französischen Jesuiten-Priester und Architektur-Theoretiker Marc-Antoine Laugier.

Das Anwesen befindet sich zwischen dem Waldpark des Earl of Clanbrassil, dem  Tollymore Forest Park des Earl of Roden, sowie dem Besitz des Earl Annesley of Castlewellan in the County of Down, nahe den Mourne Mountains, die dem Schriftsteller C. S. Lewis als Inspiration dienten für seine „Chroniken von Narnia“.